# Трамон-Сент-Андре
Трамо́н-Сент-Андре́ (фр. Tramont-Saint-André) — коммуна во французском департаменте Мёрт и Мозель региона Лотарингия. Относится к  кантону Коломбе-ле-Бель.	

## География
Трамон-Сент-Андре расположен в 37 км к юго-западу от Нанси. Соседние коммуны: на востоке, Ванделевиль на северо-востоке, Трамонт-Эми и Фекокур на востоке, Трамон-Лассю, Бёвзен и Гримонвиллер на юго-востоке, Плёвзен и Вишре на юге, Сонкур на юго-западе, Арофф и Жемонвиль на западе.

## История
- На территории коммуны находятся следы галлороманской культуры.

## Демография
Население коммуны на 2010 год составляло 54 человека.
| 1962 | 1968 | 1975 | 1982 | 1990 | 1999 | 2010 |
| ---- | ---- | ---- | ---- | ---- | ---- | ---- |
| 94   | 76   | 68   | 53   | 50   | 42   | 54   |

## Достопримечательности
- Церковь XIX века.